# Sikes (Luisiana)
Sikes es una villa ubicada en la parroquia de Winn en el estado estadounidense de Luisiana. En el Censo de 2010 tenía una población de 119 habitantes y una densidad poblacional de 29,4 personas por km².

## Geografía
Sikes se encuentra ubicada en las coordenadas 32°4′44″N 92°29′11″O / 32.07889, -92.48639. Según la Oficina del Censo de los Estados Unidos, Sikes tiene una superficie total de 4.05 km², de la cual 4.05 km² corresponden a tierra firme y (0%) 0 km² es agua.

## Demografía
Según el censo de 2010, había 119 personas residiendo en Sikes. La densidad de población era de 29,4 hab./km². De los 119 habitantes, Sikes estaba compuesto por el 98.32% blancos, el 0.84% eran afroamericanos, el 0.84% eran amerindios, el 0% eran asiáticos, el 0% eran isleños del Pacífico, el 0% eran de otras razas y el 0% pertenecían a dos o más razas. Del total de la población el 0% eran hispanos o latinos de cualquier raza.